# Américo Castro
Américo Castro (Cantagallo, Brasil, 4 de maig de 1885 − Lloret de Mar, 25 de juliol de 1972) va ser un filòleg especialitzat en el Segle d'or espanyol. Vinculat al noucentisme i a la vida universitària, va destacar en l'edició i comentari d'obres clàssiques. Una de les seves tesis és que l'aportació musulmana i jueva a la península Ibèrica havia estat menystinguda per la cultura oficial, de caràcter cristocèntric, i per això va buscar antecedents conversos i al·lusions a altres religions entre els autors canònics, especialment en Cervantes. En la seva anàlisi del pensament heterodox, va aprofundir en l'obra d'Erasme i la seva influència a Espanya.